# Especiação ecológica

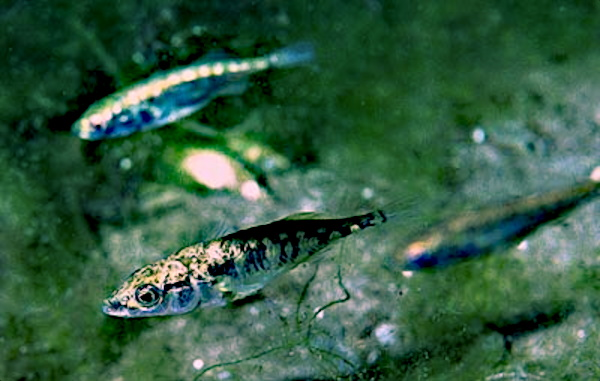
O peixe esgana-gato tem sido uma espécie frequentemente estudada em especiação ecológica.

A especiação ecológica é uma forma de especiação decorrente do isolamento reprodutivo que ocorre devido a um fator ecológico que reduz ou elimina o fluxo gênico entre duas populações de uma espécie. Os fatores ecológicos podem incluir mudanças nas condições ambientais em que uma espécie vive, como mudanças comportamentais envolvendo predação, prevenção de predadores, atração de polinizadores e forrageamento, bem como mudanças na escolha do parceiro devido à seleção sexual ou aos sistemas de comunicação. O isolamento reprodutivo ecologicamente orientado sob seleção natural divergente leva à formação de novas espécies. Isso foi documentado em muitos casos na natureza e tem sido um dos principais focos de pesquisa sobre especiação nas últimas décadas.:179
A especiação ecológica foi definida de várias maneiras para identificá-la como distinta das formas não ecológicas de especiação [en]. O biólogo evolucionário Dolph Schluter [en] a define como “a evolução do isolamento reprodutivo entre populações ou subconjuntos de uma única população por meio da adaptação a diferentes ambientes ou nichos ecológicos”, enquanto outros acreditam que a seleção natural é a força motriz. A principal diferença entre a especiação ecológica e outros tipos de especiação é que ela é desencadeada pela seleção natural divergente entre diferentes habitats, em oposição a outros tipos de processos de especiação, como a deriva genética aleatória, a fixação de mutações incompatíveis em populações que sofrem pressões seletivas semelhantes ou várias formas de seleção sexual que não envolvem a seleção de características ecologicamente relevantes. A especiação ecológica pode ocorrer em alopatria, simpatria ou parapatria - o único requisito é que a especiação ocorra como resultado da adaptação a diferentes condições ecológicas ou microecológicas.
A especiação ecológica pode ocorrer de forma pré-zigótica (barreiras à reprodução que ocorrem antes da formação de um zigoto) ou pós-zigótica (barreiras à reprodução que ocorrem após a formação de um zigoto). Exemplos de isolamento pré-zigótico incluem o isolamento do habitat, o isolamento por meio de sistemas de polinização e o isolamento temporal. Exemplos de isolamento pós-zigótico envolvem incompatibilidades genéticas de híbridos, híbridos de baixa aptidão e seleção sexual contra híbridos.
Existe algum debate sobre a estrutura relativa ao delineamento do fato de um evento de especiação ser ecológico ou não ecológico. “O efeito generalizado da seleção sugere que a evolução adaptativa e a especiação são inseparáveis, lançando dúvidas sobre o fato de a especiação ser sempre não ecológica." No entanto, há vários exemplos de espécies ecologicamente semelhantes e intimamente relacionadas (por exemplo, caramujos terrestres Albinaria [en] em ilhas do Mediterrâneo, salamandras Batrachoseps da Califórnia, e certos grilos e donzelas), que é um padrão consistente com a possibilidade de especiação não ecológica.

## Causas ecológicas da seleção divergente
A seleção divergente é fundamental para a ocorrência da especiação ecológica. Foram identificadas três causas ecológicas da seleção divergente: diferenças nas condições ambientais, interações ecológicas e seleção sexual. As causas estão descritas na lista a seguir:

Dois tipos de testes experimentais de especiação ecológica causados por ambientes divergentes.Experimento 1: um evento de especiação que se prevê ter ocorrido devido a um fator divergente de base ecológica que dá origem a duas novas espécies (1a). O experimento produz descendentes híbridos viáveis e férteis e os coloca em ambientes isolados que correspondem aos ambientes de seus pais (1b). O experimento prevê que “o isolamento reprodutivo deve então evoluir em correlação com o ambiente, construindo [aumentando] entre populações em ambientes diferentes e estando ausente entre populações de laboratório e naturais de ambientes semelhantes”.
Experimento 2: ocorre um evento de especiação peripátrica entre uma espécie do continente e uma população endêmica isolada (2a). Um ambiente de laboratório replica as condições ambientais do continente que se acredita terem impulsionado a especiação e uma população do continente é colocada nele. O experimento prevê que o transplante mostrará evidências de isolamento que correspondem às da ilha endêmica (2b).

- As diferenças nas condições ambientais como pré-requisito para a especiação são, sem dúvida, as mais estudadas.[4] Predação, disponibilidade de recursos (abundância de alimentos), condições climáticas e a estrutura de um habitat são alguns dos exemplos que podem diferir e dar origem à seleção divergente. [14] Apesar de ser um dos fatores mais estudados na especiação ecológica, muitos aspectos ainda são menos compreendidos, como a prevalência do processo na natureza[4] e a origem das barreiras para o isolamento pós-zigótico (em oposição às barreiras pré-zigóticas, muito mais fáceis de detectar)[1]:181 Os experimentos de laboratório que envolvem diferenças de um único ambiente são limitados e muitas vezes não rastrearam as características envolvidas no isolamento. Os estudos na natureza se concentraram em uma variedade de fatores ambientais, como a seleção divergente causada por predação; no entanto, pouco foi estudado em relação a patógenos ou parasitas.[4]
- As interações ecológicas podem impulsionar a seleção divergente entre populações em simpatria.[4] Exemplos dessas interações podem ser a competição intraespecífica (entre a mesma espécie) e interespecífica (entre espécies diferentes)[15] ou relações como as de facilitação ecológica.[16][17] A competição intraespecífica, em particular, tem o apoio de experimentos;[14] no entanto, não se sabe se ela pode dar origem ao isolamento reprodutivo, apesar de impulsionar a seleção divergente.[4] O reforço (o fortalecimento do isolamento pela seleção que favorece o acasalamento de membros de suas próprias populações devido à redução da aptidão dos híbridos) é considerado uma forma de especiação ecológica ou está envolvido nela.[4][18] No entanto, existe um debate sobre como determinar as causas finais, uma vez que o reforço pode concluir o processo de especiação, independentemente de como ele se originou.[19] Além disso, o deslocamento de caráter pode ter o mesmo efeito.[4]
- A seleção sexual pode desempenhar um papel na especiação ecológica, pois o reconhecimento de parceiros é fundamental para o isolamento reprodutivo[20] - ou seja, se uma espécie não puder reconhecer seus parceiros em potencial, o fluxo de genes será suspenso. Apesar de sua função, apenas dois tipos de seleção sexual podem ser implicados na especiação ecológica: a variação espacial em caracteres sexuais secundários (características sexuais que surgem especificamente na maturidade sexual)[21] ou sistemas de comunicação e acasalamento.[22] Essa restrição se baseia no fato de que eles produzem ambientes divergentes nos quais a seleção pode atuar.[4] Por exemplo, o isolamento aumentará entre duas populações quando houver uma incompatibilidade entre os sinais (como a exibição de penas de um pássaro macho) e as preferências (como as preferências sexuais de uma ave fêmea).[22] Esse padrão foi detectado em peixes esgana-gato.[23]

| Tipo de isolamento reprodutivo | Pré-zigótico ou pós-zigótico | Causa ecológica da seleção | Causa ecológica da seleção | Causa ecológica da seleção | Causa ecológica da seleção |
| Tipo de isolamento reprodutivo | Pré-zigótico ou pós-zigótico | Ambientes divergentes      | Interações ecológicas      | Seleção sexual             | Reforço                    |
| ------------------------------ | ---------------------------- | -------------------------- | -------------------------- | -------------------------- | -------------------------- |
| Habitat                        | Pré                          | ✓                          | ✓                          |                            | ✓                          |
| Sexual/Polinizador             | Pré                          | ✓                          | ✓                          | ✓                          | ✓                          |
| Temporal                       | Pré                          | ✓                          | ✓                          |                            | ✓                          |
| Seleção contra migrantes       | Pré                          | ✓                          | ✓                          |                            | ✓                          |
| Pós-acasalamento               | Pré                          | ✓                          | ✓                          | ✓                          | ✓                          |
| Seleção contra híbridos        | Pós                          | ✓                          | ✓                          | ✓                          | ✓                          |
| Ecologicamente independente    | Pós                          | ✓                          | ✓                          | ✓                          | ✓                          |
| Ecologicamente dependente      | Pós                          | ✓                          | ✓                          |                            |                            |

## Tipos de isolamento reprodutivo

### Isolamento do habitat

O isolamento microespacial e macroespacial difere de acordo com a característica do habitat; se ele é irregular (como uma floresta fragmentada intercalada com pastagens) ou um gradiente (como uma floresta que passa gradualmente para arbustos ou pastagens).

As populações de uma espécie podem ficar espacialmente isoladas devido às preferências por habitats separados. A separação diminui a chance de acasalamento entre as duas populações, inibindo o fluxo gênico e promovendo o isolamento pré-zigótico para levar à especiação completa. O isolamento do habitat não é equivalente a uma barreira geográfica como a da especiação alopátrica. Em vez disso, ele se baseia em diferenças genéticas, em que uma espécie é incapaz de explorar um ambiente diferente, resultante de vantagens de aptidão, desvantagens de aptidão ou competição por recursos.:182
Jerry Coyne e H. Allen Orr [en] propõem duas formas diferentes de isolamento de habitat: isolamento de habitat microespacial (em que os acasalamentos entre duas espécies são reduzidos por preferências ou adaptações a áreas ecologicamente diferentes, apesar de ocuparem a mesma área generalizada) e isolamento de habitat macroespacial (definido por habitats totalmente alopátricos que inibem o fluxo gênico): :182–3 A identificação de ambas as formas de isolamento de habitat na natureza é difícil devido aos efeitos da geografia. A medição do isolamento microespacial exige vários fatores::184
- a separação espacial dos membros de espécies diferentes é maior do que a dos membros da mesma espécie
- durante períodos de reprodução simultânea, a separação espacial reduz o fluxo gênico
- a diminuição do fluxo gênico é o resultado direto da diminuição do acasalamento
- as diferenças genéticas correspondem à separação espacial

As distribuições alopátricas apresentam vários problemas para a detecção do verdadeiro isolamento do habitat, pois os diferentes habitats de duas espécies alopatricamente isoladas não implicam especiação ecologicamente causada. Explicações alternativas poderiam explicar os padrões::185
- as diferenças entre as espécies podem ser causadas pelo isolamento geográfico
- as espécies podem ou não ocupar habitats diferentes se elas existiam em simpatria
- em casos de habitats semelhantes em alopatria, as espécies podem estar adaptadas a fatores ecológicos desconhecidos
- se as espécies existiam em simpatria, a competição pode levar a uma segregação de habitat que não seria detectável em alopatria

Esses problemas (com isolamento micro e macroespacial) podem ser superados por experimentos de campo ou de laboratório, como o transplante de indivíduos para habitats opostos:185 (embora isso possa ser difícil se os indivíduos não forem completamente inadequados para o habitat imposto).:186 O isolamento do habitat pode ser medido para um par de espécies ({\displaystyle a} e{\displaystyle {b}}) durante um período de reprodução por:
{\displaystyle 1-{\frac {p_{ab}}{2p_{a}p_{b}}}}
Aqui, {\displaystyle {p_{ab}}} é a proporção de encontros entre acasalamentos que envolvem parceiros de espécies diferentes que são observados. {\displaystyle {p_{ab}}} é a proporção do total de indivíduos da espécie {\displaystyle a}. {\displaystyle {p_{ab}}} é a proporção do total de indivíduos da espécie {\displaystyle {b}}. A proporção esperada de encontros de acasalamento entre espécies diferentes se o acasalamento for aleatório é denotada por {\displaystyle {2p_{a}p_{b}}}. Uma estatística de {\displaystyle {1}} indica que não há encontros de acasalamento de espécies diferentes, onde {\displaystyle {0}} indica acasalamento aleatório de espécies diferentes.

#### Geografia
A especiação ecológica causada pelo isolamento do habitat pode ocorrer em qualquer sentido geográfico, ou seja, alopatria, parapatria ou simpatria. A especiação decorrente do isolamento do habitat em alopatria (e parapatria) é direta, pois o fluxo gênico reduzido entre duas populações adquire adaptações que se ajustam às condições ecológicas de seu habitat. As adaptações são reforçadas pela seleção e, em muitos casos, como no caso dos animais, são reforçadas por preferências comportamentais (por exemplo, em pássaros que preferem vocalizações específicas) Um exemplo clássico de isolamento de habitat que ocorre na alopatria é o da cospeciação específica do hospedeiro:189 como nos esquilos de bolso e seus piolhos mastigadores hospedeiros ou na relação entre a vespa da figueira e a figueira [en] e a relação entre a mandioca e a mariposa da mandioca - exemplos de especiação ecológica causada pelo isolamento do polinizador.:189 Na simpatria, o cenário é mais complexo, pois o fluxo gênico pode não ser reduzido o suficiente para permitir a especiação. Acredita-se que a seleção para divergência de nicho possa conduzir o processo. Além disso, se a simpatria resultar do contato secundário [en] de duas populações anteriormente separadas, o processo de reforço, a seleção contra híbridos impróprios entre as duas populações, pode impulsionar sua especiação completa. A competição por recursos também pode desempenhar um papel.:191

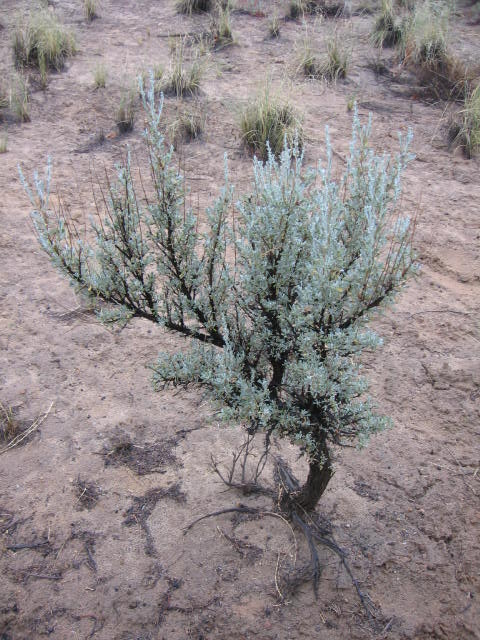
A artemísia americana ocidental Artemisia tridentata.

O isolamento do habitat é um impedimento significativo para o fluxo gênico e é demonstrado pela observação comum de que as plantas e os animais são frequentemente separados espacialmente em relação às suas adaptações.:183 Inúmeros estudos de campo, experimentos de transplante e remoção e estudos de laboratório foram realizados para entender a natureza da especiação causada pelo isolamento do habitat.:186–188 A Potentilla douglasii [en], por exemplo, cresce em encostas e prados da Califórnia acima de 4.500 pés, enquanto seus parentes próximos P. californica [en] e P. lindleyi [en] crescem abaixo de 3.200 pés em habitats costeiros. Quando as espécies são transplantadas para habitats alternativos, sua viabilidade é reduzida, indicando que o fluxo gênico entre as populações é improvável. Padrões semelhantes foram encontrados com a Artemisia tridentata [en] tridentata e a A. tridentata subsp. vaseyana em Utah, onde existem zonas híbridas entre populações altitudinais, e os experimentos de transplante reduzem a aptidão das subespécies.
A especiação por isolamento de habitat também foi estudada em Liriomyza brassicae [en], joaninhas (Epilachna [en]), Eurosta solidaginis, Rhagoletis pomonella [en], Neochlamisus bebbianae [en], e pulgões-da-ervilha.

### Isolamento sexual
A especiação ecológica devido ao isolamento sexual resulta de diferentes condições ambientais que modificam os sistemas de comunicação ou os padrões de escolha de parceiros ao longo do tempo. Há muitos exemplos na natureza. A espécie de caracol costeiro Littorina saxatilis [en] tem sido foco de pesquisa, pois dois ecótipos que residem em diferentes níveis de costa exibem isolamento reprodutivo como resultado da escolha de parceiros em relação às diferenças de tamanho do corpo do ecótipo. Os peixes esgana-gato marinhos e de água doce mostraram fortes evidências de terem se especiado dessa forma. Também foram encontradas evidências em besouros de folhas Neochlamisus bebbianae, Timema cristinae [en], e nas espécies de borboletas Heliconius melpomene [en] e H. cydno [en], que se acredita terem divergido recentemente devido ao acasalamento assortivo ser aprimorado onde as populações das espécies se encontram em simpatria.

### Isolamento de polinizadores
As angiospermas (plantas com flores) requerem alguma forma de polinização - muitas das quais exigem que outro animal transfira o pólen de uma flor para outra. Os métodos de polinização biótica exigem polinizadores como insetos (por exemplo, abelhas, borboletas, mariposas, vespas, besouros e outros invertebrados), aves, morcegos, e outras espécies de vertebrados. Devido a essa relação evolutiva entre polinizadores e plantas produtoras de pólen, as plantas e os animais tornam-se mutuamente dependentes um do outro - o polinizador recebe alimento na forma de néctar e a flor ganha a capacidade de propagar seus genes.
Caso um animal use uma fonte de polinização diferente, as plantas podem se tornar reprodutivamente isoladas:193 O isolamento de polinizadores é uma forma específica de isolamento sexual. O botânico Verne Grant [en] fez uma distinção entre dois tipos de isolamento de polinizadores: isolamento mecânico e isolamento etológico.:193:75

#### Isolamento mecânico de polinizadores

O pólen de cada espécie Catasetum saccatum (I) e Catasetum discolor (II) se fixa nas partes dorsal e ventral de Eulaema cingulata (◊), respectivamente.

O isolamento mecânico resulta de diferenças anatômicas de uma flor ou polinizador que impedem que a polinização ocorra. Por exemplo, na abelha Eulaema cingulata, o pólen de Catasetum discolor [en] e C. saccatum [en] está preso a diferentes partes do corpo (ventralmente e dorsalmente, respectivamente).:194 Outro exemplo é o das plantas cabeça de elefante e cabeça de elefante pequeno. Não se sabe se elas hibridizam, apesar de crescerem na mesma região e serem polinizadas pela mesma espécie de abelha. O pólen é fixado em diferentes partes da abelha, tornando as flores isoladas. O isolamento mecânico também inclui polinizadores que não conseguem polinizar devido a incapacidades físicas.:194 O comprimento do esporão do néctar, por exemplo, pode variar de tamanho em uma espécie de flor, resultando na polinização de diferentes espécies de lepidópteros devido aos comprimentos que impedem o contato do corpo com o pólen da flor.

#### Isolamento etológico de polinizadores

Visitação hipotética de flores por vários polinizadores. Existe sobreposição, embora algumas espécies sejam polinizadoras exclusivas, ilustrando como o isolamento do polinizador pode ser detectado em ambientes naturais ou de laboratório.

O isolamento etológico baseia-se em características comportamentais de polinizadores que preferem diferentes características morfológicas de uma flor, seja geneticamente ou por meio de comportamento aprendido. Essas características podem ser a forma e a estrutura geral, a cor, o tipo de néctar ou o odor da flor.:194 Em alguns casos, os mutualismos evoluem entre um polinizador e seu hospedeiro, coespecíficos com filogenias paralelas e quase congruentes.:196 Ou seja, a relação de dependência resulta em árvores evolutivas praticamente idênticas, indicando que os eventos de especiação e a taxa de especiação são idênticos. Exemplos são encontrados em vespas de figo e seus hospedeiros de figo, com cada espécie de vespa de figo polinizando uma espécie específica de figo. A mandioca e a mariposa da mandioca apresentam esse mesmo padrão.

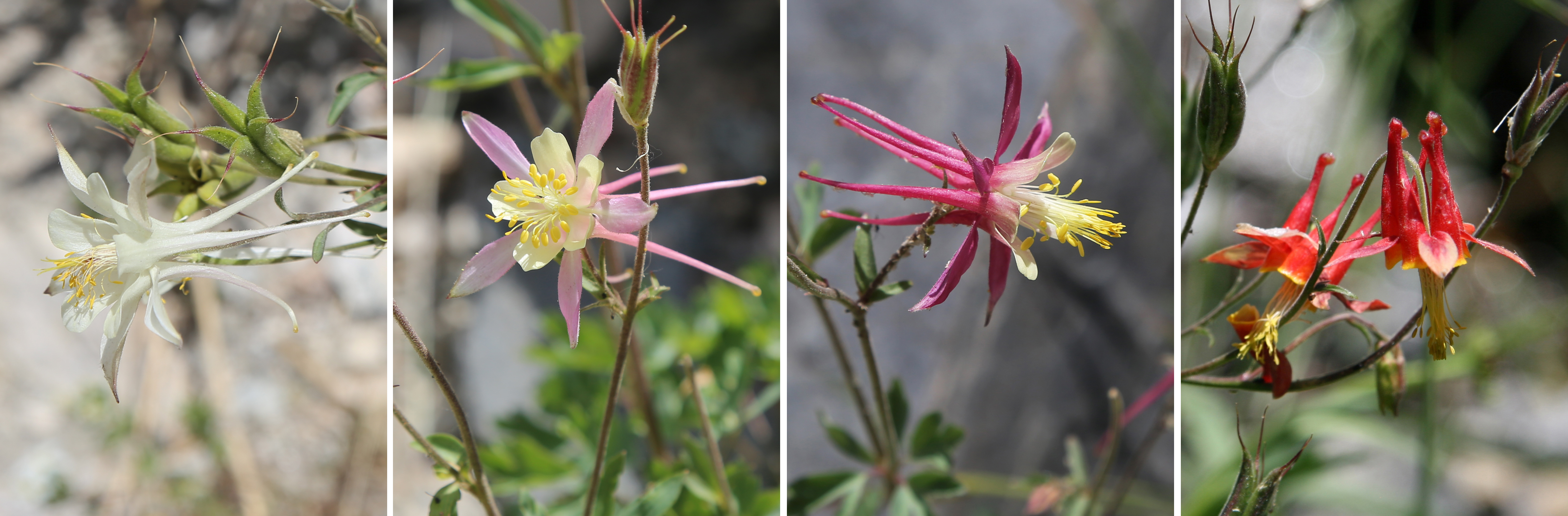
Transição de formas híbridas entre a A. pubescens branca e a A. formosa vermelha e amarela

Um exemplo hipotético de especiação incipiente representada pela ocorrência geográfica diferencial e pelo volume de néctar. As diferentes morfologias das espécies de flores resultam da seleção de características que são mais atraentes para os polinizadores disponíveis. O beija-flor tem maior afinidade por flores vermelhas e mais néctar. A abelha é atraída por flores roxas e exige menos néctar. Existem flores híbridas onde as variedades se encontram, mas são menos atraentes para os polinizadores e, portanto, ocorrem com menos frequência.

Em um caso notável, duas plantas com flores intimamente relacionadas (Erythranthe lewisii [en] e E. cardinalis [en]) se especificaram devido ao isolamento do polinizador em completa simpatria (especiação que ocorre sem nenhum isolamento físico e geográfico). A E. lewisii mudou significativamente em relação à sua espécie irmã, pois desenvolveu flores cor-de-rosa, pétalas largas, estames mais curtos (a parte da planta que produz o pólen) e um volume menor de néctar. Ela é totalmente polinizada por abelhas, quase sem cruzamento na natureza. A E. cardinalis é polinizada por beija-flores e apresenta flores vermelhas em forma de tubo, estames maiores e muito néctar. Acredita-se que o volume de néctar, bem como um componente genético (uma substituição de alelo que controla a variação de cor), mantém o isolamento. Um padrão semelhante foi encontrado na Aquilegia pubescens [en] e na A. formosa. Nesse par de espécies, a A. pubescens é polinizada por mariposas, enquanto a A. formosa é polinizada por beija-flores:197 Ao contrário de Erythranthe, essas espécies residem em habitats diferentes, mas exibem formas híbridas onde seus habitats se sobrepõem; embora permaneçam espécies separadas, sugerindo que as flores híbridas podem ser menos atraentes para seus hospedeiros polinizadores.:197

#### Geografia
Sabe-se da ocorrência de quatro cenários com base geográfica envolvendo o isolamento de polinizadores:
- A estrutura mais comum para o isolamento de polinizadores em um contexto geográfico implica que a divergência de características florais ocorre como resultado do isolamento geográfico (alopatricamente). A partir daí, uma população tem o potencial de encontrar diferentes polinizadores, resultando, em última análise, na seleção de características favoráveis para atrair os polinizadores e obter sucesso reprodutivo.[1]:198
- Outro cenário envolve um estágio alopátrico inicial, em que o contato secundário ocorre em um nível variável de isolamento reprodutivo - alto isolamento é efetivamente especiação alopátrica, enquanto o baixo isolamento é efetivamente simpátrico.[4] Esse modelo de “dois estágios” é indicado nos peixes esgana-gatos,[51] bem como em Rhagoletis pomonella e seus hospedeiros de maçã.[52]
- Um polinizador pode mudar suas preferências devido à sua própria evolução, levando a seleção a favorecer características que se alinham com as preferências alteradas dos polinizadores[1]:198
- Existe a possibilidade de que, quando duas populações se tornarem isoladas geograficamente, uma planta ou um polinizador possa ser extinto em uma das populações, levando a seleção a favorecer características diferentes.[53]

Uma população de espécies de flores de pétalas de rosa fica isolada em alopatria ou parapatria. Novos polinizadores impulsionam a seleção de novas características (pétalas roxas) nas populações isoladas, levando à especiação das populações de flores. É possível que o mesmo polinizador conduza a seleção de novas características florais, desde que as proporções de polinizadores sejam suficientemente diferentes.

Jerry Coyne e H. Allen Orr afirmam que qualquer cenário de isolamento de polinizadores na alopatria exige que os estágios incipientes sejam encontrados em populações diferentes. Isso foi observado em graus variados em vários pares de espécies e polinizadoresk. Verificou-se que o tamanho da flor de Raphanus sativus (nesse caso, rabanete selvagem em 32 populações da Califórnia) difere de acordo com os maiores polinizadores de abelhas. Verificou-se que as flores de Polemonium viscosum [en] aumentam de tamanho ao longo de um gradiente alpino nas Montanhas Rochosas do Colorado, à medida que as moscas polinizam na parte florestal, enquanto as abelhas polinizam em altitudes mais elevadas. Um padrão semelhante envolvendo o momento em que as Hyles lineata estão ativas está documentado em três subespécies de Aquilegia caerulea.
O exemplo mais notável, de acordo com Coyne e Orr, é o das subespécies de orquídeas africanas Satyrium hallackii hallackii e S. hallackii ocellatum:199–200 A última é polinizada por mariposas e apresenta longos esporões de néctar que se correlacionam com a probóscide da mariposa. Ao contrário do habitat interior de pastagens da subespécie hallackii, a ocellatum reside em populações costeiras e tem esporas curtas que se correlacionam com seu principal polinizador, a abelha carpinteira. As mariposas não conseguem encontrar locais de nidificação adequados nos habitats costeiros, enquanto as abelhas não conseguem no interior. Esse padrão separa as populações de polinizadores, mas não separa a população de orquídeas, o que leva a seleção a favorecer as diferenças de flores que melhor se adaptam aos polinizadores locais. Um padrão semelhante foi detectado em estudos do complexo Disa draconis na África do Sul.

### Isolamento temporal (especiação alocrônica)

As estações de reprodução de três populações de uma espécie mudam ao longo do tempo, causando o isolamento de seus genes das outras populações. Esse isolamento reprodutivo pode levar à especiação.

O isolamento temporal baseia-se na redução do fluxo gênico entre duas populações devido a diferentes épocas de reprodução (fenologia). Também é chamado de isolamento alocrônico, especiação alocrônica ou alocronia. Nas plantas, a reprodução em relação ao tempo pode envolver a receptividade do estigma para aceitar gametas masculinos, períodos de liberação de pólen (como nas árvores coníferas, em que os cones dispersam o pólen pelo vento) ou o momento geral da floração. Por outro lado, os animais geralmente têm períodos ou estações de acasalamento (e muitos animais aquáticos têm épocas de desova).:202 Os padrões migratórios também foram implicados na especiação alocrônica.:92–96
Para que se considere que a especiação alocrônica realmente ocorreu, o modelo precisa de três requisitos principais:
1. A análise filogenética indica que as espécies incipientes são táxons irmãos
2. O tempo de reprodução é baseado geneticamente (hereditário para a prole)
3. A fonte de divergência é explicitamente a alocronia e não o resultado de reforço ou outros mecanismos

Acredita-se que a alocronia evolua mais facilmente quanto maior for a hereditariedade do tempo reprodutivo, ou seja, quanto maior for a ligação entre os genes e o tempo de reprodução, maior será a probabilidade de ocorrer especiação. O isolamento temporal é único, pois pode ser explicitamente simpátrico e não genético;:203 entretanto, fatores genéticos devem estar envolvidos para que o isolamento leve ao isolamento reprodutivo completo e à especiação subsequente. Sabe-se que a especiação por alocronia ocorre em três períodos de tempo: anual (por exemplo, cigarras periódicas que emergem ao longo de décadas ou florações de bambu que ocorrem em várias décadas), sazonal (organismos que se reproduzem durante épocas do ano, como inverno ou verão) e diária (por exemplo, épocas de desova diária de corais). A tabela abaixo resume vários estudos considerados exemplos fortes ou convincentes de especiação alocrônica que ocorrem na natureza.
| Espécies                                                     | Descrição |
| ------------------------------------------------------------ | --- |
| Acropora [en] spp.                                           | Corais japoneses isolados reprodutivamente pelo momento de sua desova. |
| Orbicella annularis [en],O. faveolata [en] e O. franksi [en] | Três espécies relacionadas de coral que se especiaram devido ao momento de sua desova. |
| Oncorhynchus nerka                                           | A reprodução anual do salmão ocorre em dois períodos do ano (final e início) e causou o isolamento genético de populações incipientes. Sabe-se que a reprodução do peixe é genética, mas não se conhecem genes específicos para essa espécie.                                                                        |
| Thaumetopoea pityocampa                                      | A codominância nos genes está associada ao tempo de emergência dos estágios larvais dessa espécie de mariposa. As populações de larvas de inverno e verão estão em processo de especiação. |
| Inurois punctigera                                           | A reprodução é impedida em áreas onde as temperaturas no meio do inverno são inadequadas para a espécie de mariposa. Isso deu origem a populações tardias e precoces. |
| Pemphigus populitransversus e P. obesinymphae                | Os pulgões formadores de galhas produzem galhas em diferentes folhas da mesma espécie de árvore hospedeira. O P. populi-transversus forma galhas nas folhas do início da primavera, enquanto o P. obesinymphae as forma nas folhas do verão. Isso levou a um isolamento reprodutivo completo.                        |
| Asphondylia [en] spp.                                        | Três espécies de mosquitos infectam os caules da Larrea tridentata, A. auripila no verão, A. resinosa no inverno e A. foliosa na primavera. |
| Acropora samoensis [en]                                      | Populações de espécies simpátricas de coral desovam separadamente no outono e na primavera, sendo a desova hereditária, provavelmente envolvendo o gene PaxC. |
| Cellana spp.                                                 | Habitando diferentes profundidades dentro de centímetros, as lapas se tornaram reprodutivamente isoladas, provavelmente devido a uma combinação de especiação parapátrica e sinais de desova (por exemplo, desova de acordo com o nível da água.                                                                     |
| Hydrobates spp.                                              | O grupo de petréis tem espécies reprodutivamente isoladas (nos Açores) e incipientes (outros arquipélagos) causadas por estações de reprodução frias e quentes. |
| Howea belmoreana [en] e H. forsteriana [en]                  | Épocas de floração controladas geneticamente causaram (em conjunto com diferentes níveis de pH do solo) o isolamento reprodutivo de duas espécies de palmeiras na Ilha de Lord Howe. |
| Uncinula necator                                             | Apresenta evidências de isolamento devido a diferenças temporais de sua espécie hospedeira Vitis vinifera. |
| Oncorhynchus gorbuscha                                       | Ciclos de vida de dois anos, pares e ímpares, em conjunto com a reprodução sazonal do salmão rosa, levaram à diferenciação genética entre as duas populações. |
| Magicicada [en] spp                                          | Grupos de pares de espécies com ciclos de vida de 13 e 17 anos (sete espécies no total) de cigarras emergem para se reproduzir separadas por grandes intervalos de tempo entre as estações de reprodução. Somente a cada 221 anos os ciclos de 13 e 17 anos se alinham, onde ambos os pares emergem simultaneamente. |
| Antitrogus parvulus                                          | Duas coortes de besouros expressam diferenciação genética de ciclos de vida separados por intervalos de dois anos. |
| Oeneis melissa [en] semidea                                  | Os ciclos de vida de dois anos dos grupos de reprodução das espécies de borboletas causaram diferenciação genética. |
| Bambusoideae                                                 | Os bambus passam por uma reprodução semelparosa em que vivem por anos antes de florescerem em massa de uma só vez. Isso pode ocorrer em anos diferentes e em locais diferentes. Acredita-se que as manchas alocrônicas tenham impulsionado a diversificação das espécies globais de bambu.                           |

### Outras formas pré-zigóticas de isolamento ecológico
Supõe-se que a seleção contra migrantes, ou inviabilidade do imigrante, seja uma forma de isolamento ecológico. Esse tipo de especiação envolve as baixas taxas de sobrevivência de migrantes entre populações devido à falta de adaptações a habitats não nativos. Há pouca compreensão da relação entre o isolamento pós-casamento, pré-zigótico e a ecologia. O isolamento pós-casamento ocorre entre o processo de cópula (ou polinização) e a fertilização - também conhecido como isolamento gamético:232. Alguns estudos envolvendo o isolamento gamético em moscas-das-frutas Drosophila, grilos e plantas Helianthus sugerem que pode haver uma função na ecologia; no entanto, isso não está determinado.

### Formas pós-zigóticas de isolamento ecológico

Três formas de isolamento pós-zigótico com base ecológica:1. Isolamento pós-zigótico ecologicamente independente.
2. Isolamento pós-zigótico ecologicamente dependente.
3. Seleção contra híbridos

O isolamento pós-zigótico ecologicamente independente decorre de incompatibilidades genéticas entre dois indivíduos híbridos de uma espécie. Acredita-se que, em alguns casos, os híbridos têm menor aptidão, especialmente com base no ambiente em que residem. Por exemplo, em ambientes extremos com nichos ecológicos limitados a serem explorados, é necessária uma alta aptidão, ao passo que, se um ambiente tiver muitos nichos, os indivíduos com menor aptidão poderão sobreviver por mais tempo. Alguns estudos indicam que essas incompatibilidades são a causa da especiação ecológica porque podem evoluir rapidamente por meio de seleção divergente.
O isolamento pós-zigótico ecologicamente dependente resulta da redução da aptidão do híbrido devido à sua posição em um nicho ecológico - ou seja, as espécies parentais ocupam nichos ligeiramente diferentes, mas seus descendentes híbridos acabam exigindo um nicho que é uma mistura entre os dois, o que normalmente não existe (em relação a um cenário de aptidão). Isso foi detectado em populações de peixes esgana-gatos (Gasterosteus aculeatus), besouros de nenúfar (Galerucella nymphaeae [en]), pulgões-de-ervilha, e Eurosta solidaginis.
A seleção contra híbridos pode, às vezes (é possível que a especiação não ecológica possa ser atribuída), ser considerada uma forma de isolamento ecológico se tiver origem em um mecanismo ecológico. Por exemplo, a prole híbrida pode ser vista como “menos atraente” para os parceiros devido a exibições sexuais intermediárias ou diferenças na comunicação sexual. O resultado final é que os genes de cada população parental não conseguem se misturar, pois são carregados por um híbrido que provavelmente não se reproduzirá. Esse padrão de seleção sexual contra descendentes híbridos foi encontrado nas borboletas Heliconius. As duas espécies H. cydno e H. melpomene são distribuídas simpatricamente na América do Sul e se hibridizam com pouca frequência. Quando hibridizam, as espécies mostram um forte acasalamento de apoio devido ao padrão de cores desenvolvido por mimetismo que os descendentes híbridos têm como intermediário. Padrões semelhantes foram encontrados em crisopídeos padrões de migração de populações de pássaros Sylvia atricapilla, aranhas-lobo (Schizocosa ocreata [en] e S. rovneri [en]) e em seus comportamentos de cortejo, em esgana-gatos bentônicos e limnéticos simpátricos (o complexo Gasterosteus aculeatus), e nas borboletas panamenhas Anartia fatima e A. amathea. As flores que envolvem discriminação de polinizadores contra híbridos também apresentaram esse padrão, em flores de macaco (Erythranthe lewisii e Erythranthe cardinalis) e em duas espécies do grupo de íris da Louisiana, Iris fulva [en] e I. hexagona [en].